# Ste-Thumette (Névez)

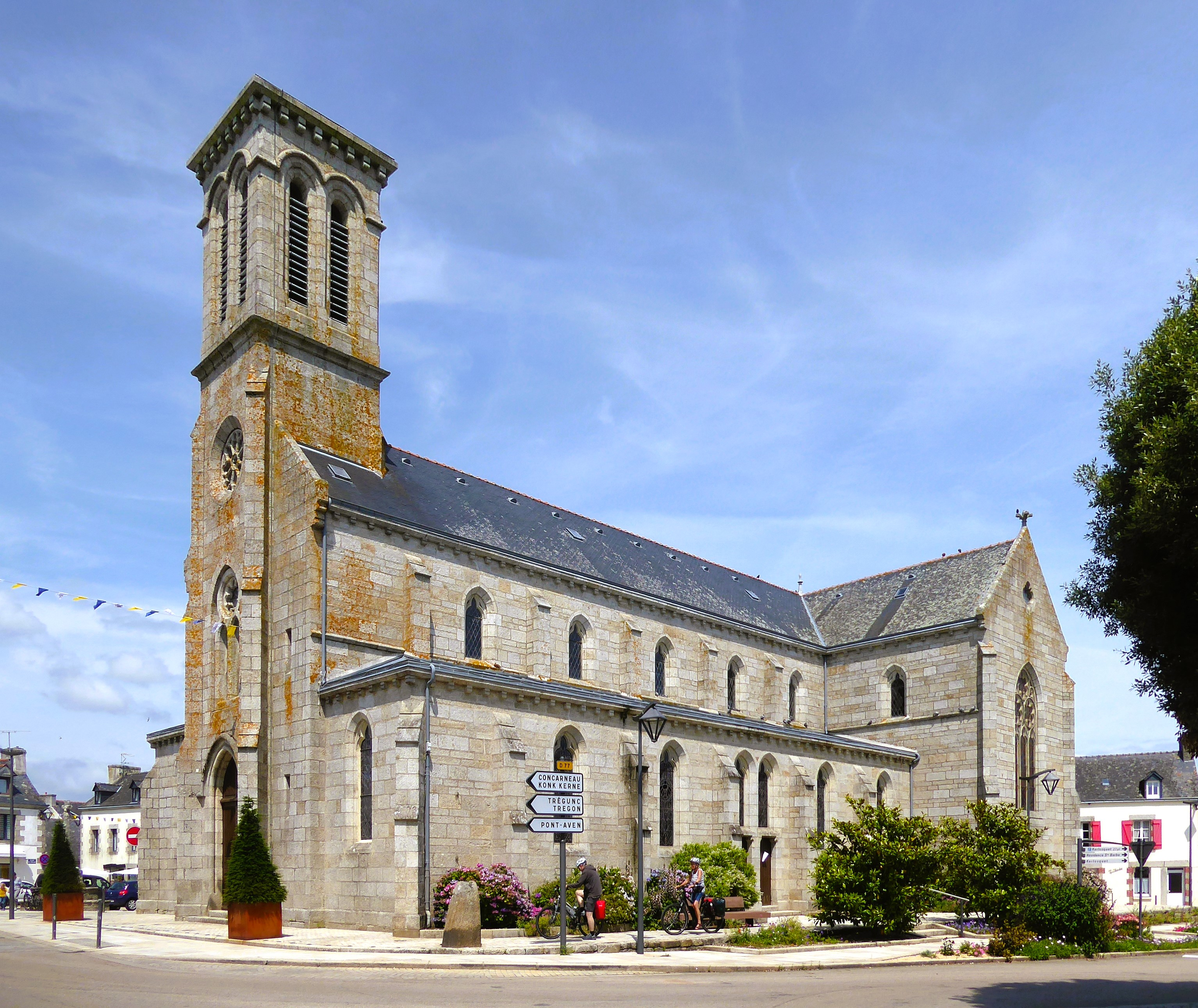
Die Kirche Ste-Thumette in Névez

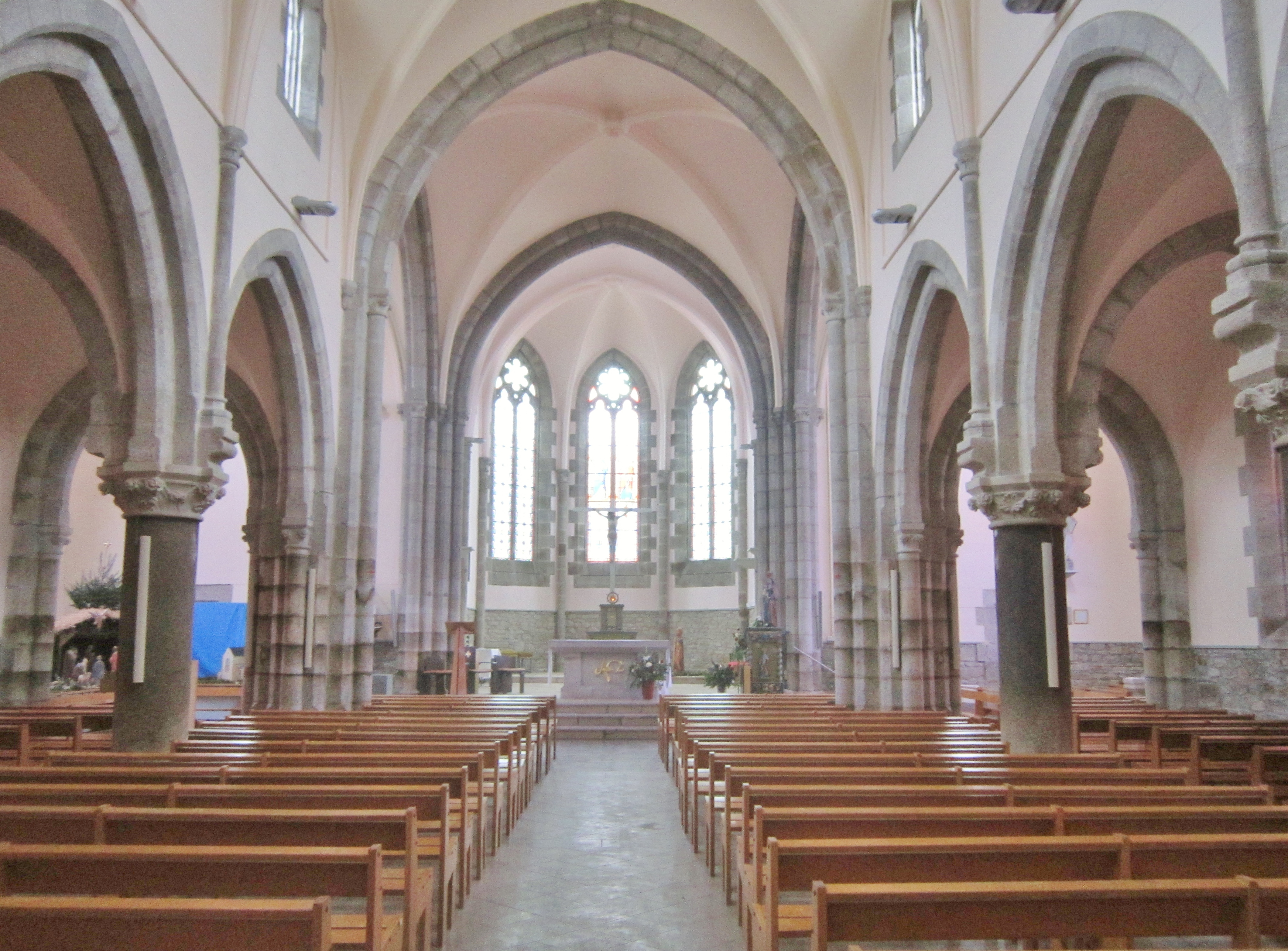
Inneres. Blick Richtung Chor

Ste-Thumette ist eine römisch-katholische Kirche in Névez, einer Gemeinde im Département Finistère in der Bretagne. Die Kirche gehört zur Kirchengemeinde Saint-Colomban du Pays de Quimperlé und ist im Verzeichnis des architektonischen Erbes Frankreichs gelistet.

## Geschichte
Die Pfarrei Névez entstand im 11. Jahrhundert durch Abpfarrung von der Mutterpfarrei Trégunc. Die alte Pfarrkirche von Névez war im 19. Jahrhundert zu klein für die Bedürfnisse der Kirchengemeinde geworden. Sie war ein Bau im Stil der Flamboyantgotik und stammte aus dem 16. Jahrhundert. Sie wurde aufgegeben und durch eine neue repräsentative neugotische Pfarrkirche nach einem Entwurf des Architekten Armand Gassis errichtet. Das Patrozinium der alten Kirche wurde auf das neue Gotteshaus übertragen und die Kirche wurde zu Ehren der bretonischen Lokalheiligen Thumette, der Legende nach eine der 11.000 Jungfrauen, geweiht. Unmittelbar nördlich der Kirche hat sich im Ortskern die Kapelle Ste-Barbe aus dem 15. Jahrhundert erhalten.
Die Kirche Ste-Thumette erhebt sich auf dem Grundriss eines lateinischen Kreuzes und besteht aus einem fünfjochigen Kirchenschiff, einem Querschiff und dem Chorraum im Osten, der mit einer dreiseitig geschlossenen Apsis endet. Zur Ausstattung gehört der Hauptaltar mit einem Tabernakel aus dem 19. Jahrhundert, montiert auf einer Truhe, an der zwei Tafeln aus dem 18. Jahrhundert befestigt sind. Das Taufbecken aus Granit stammt vermutlich aus der alten Kirche. Zur weiteren Ausstattung gehören ein Kruzifix aus dem 16. Jahrhundert, hölzerne Statuen der Jungfrau Maria, 16. Jahrhundert, Johannes des Täufers, 17. Jahrhundert, Jakobus der Ältere, 17. Jahrhundert, Matthäus, 18. Jahrhundert und eine Statue des heiligen Cornély, die aus der Kapelle St-Mathieu stammt sowie Statuen der heiligen Thumette und der heiligen Ursula, 18. Jahrhundert, die aus der gleichen Werkstatt wie die Figur des heiligen Cornély stammen. Die Kanzel ist verziert mit einer älteren Tafel, die den heiligen Johannes Evangelist darstellt. In der Sakristei befinden sich ein Kruzifix aus dem 18. Jahrhundert sowie eine Apostelstatue aus dem 17. Jahrhundert. In der Fernsehserie Kommissar Dupin diente die Kirche 2017 als Drehort.